# Алу
Алŷ е един от Утукку, отмъстителните духове в асирийската митология. В митовете на древна Месопотамия е описан като демон с образ на куче понякога без очи, уши и уста, който обича тъмнината и тишината.
Алу е безполов демон, който краде женски „атрибути“, но впоследствие получава пол и става мъжки демон. Нощем бродел по улиците, подобно на скитник, в образ на улично куче, промъквал се в спалните на хората и ги плашел. Описван бил като полу човек, полу дявол. В еврейската митология се появява под името Айло. Счита се, че това е едно от имената на Лилит. В други текстове Айло е дъщеря на Лилит, която се сношавала с мъжете.
Аритметично логическо устройство – Arithmetic logic unit. Основна част от процесорите, която служи за извършване на логически, в това число и аритметически, преобразования върху операндите.